# 瓜萊瓜伊丘
瓜萊瓜伊丘（西班牙語：Gualeguaychú），是阿根廷的城市，位於該國東北部，距離首都布宜諾斯艾利斯230公里，由恩特雷里奧斯省負責管轄，海拔高度15米，每年平均降雨量約1,200毫米，2001年人口74,164。

## 外部連結

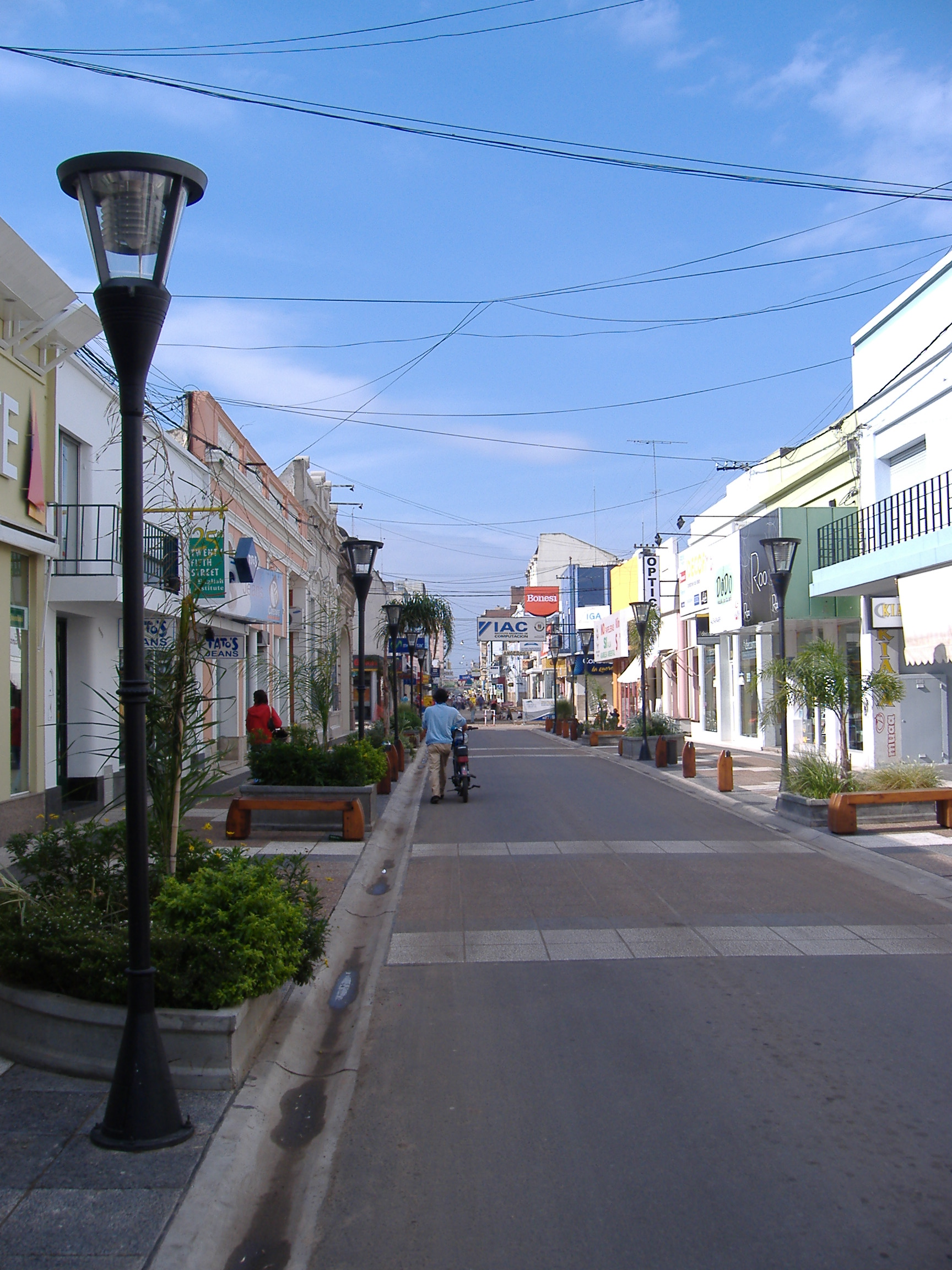
瓜萊瓜伊丘

- Municipalidad de Gualeguaychú （页面存档备份，存于） – Official website of the Municipality.
- A tourism-oriented site about Gualeguaychú （页面存档备份，存于）.
- A place to stay in Gualeguaychú （页面存档备份，存于）.